# Armada de los Estados Unidos
La Armada de los Estados Unidos o Marina de Guerra de Estados Unidos (USN; oficialmente y en inglés: United States Navy) es una rama de las Fuerzas Armadas de los Estados Unidos responsable de llevar a cabo operaciones navales. Su función principal es «mantener, entrenar y equipar para el combate a las fuerzas navales, capaces de conseguir la victoria de la guerra, disuadir agresiones y mantener la libertad en los mares». A fecha de septiembre de 2021, la Armada cuenta con  347 044 efectivos en activo, 108 789 en reserva y tiene más de 490 barcos.
La Marina tiene sus orígenes en la Armada Continental, que se estableció durante la Guerra de Independencia y que fue disuelta poco tiempo después de acabada esta. La Constitución es la que proporciona base jurídica para una «fuerza de los mares», dando al congreso el poder de «crear y mantener una armada». Los ataques contra embarcaciones estadounidenses por corsarios de Berbería obligaron al Congreso a hacer uso de este poder, ordenando la construcción de seis fragatas. La USN entró en la escena mundial en el siglo XX, especialmente durante la Segunda Guerra Mundial. Esto fue parte del conflicto por el ostento de una mejora al Ejército estadounidense —el ataque a Pearl Harbor— a la rendición oficial de Japón en el USS Missouri. Estados Unidos tuvo otro conflicto posterior, la Guerra Fría, en el cual se mejoró el armamento nuclear para la posible guerra con la Unión Soviética.
Las fuerzas navales del siglo XXI mantienen una gran importancia en el mundo actual, tales como en regiones de Asia oriental, el sur de Europa y Oriente Medio. Su capacidad de proyección de poder en el litoral de ciertas regiones del mundo, mejora durante tiempos de paz, y su rápida respuesta a crisis regionales la hace un participante activo en la defensa de los Estados Unidos. La Armada de los Estados Unidos es la más grande del mundo con un tonelaje mayor que el de las siguientes diecisiete armadas juntas y tiene un presupuesto de 127 300 millones de dólares para el año fiscal 2007.
La Marina depende administrativamente del Departamento de la Armada, que es dirigido por el secretario de la Armada. El Departamento de la Marina es una división del Departamento de Defensa encabezado por el secretario de Defensa. El mayor rango de la Marina es el de jefe de operaciones navales.

## Historia

### Orígenes

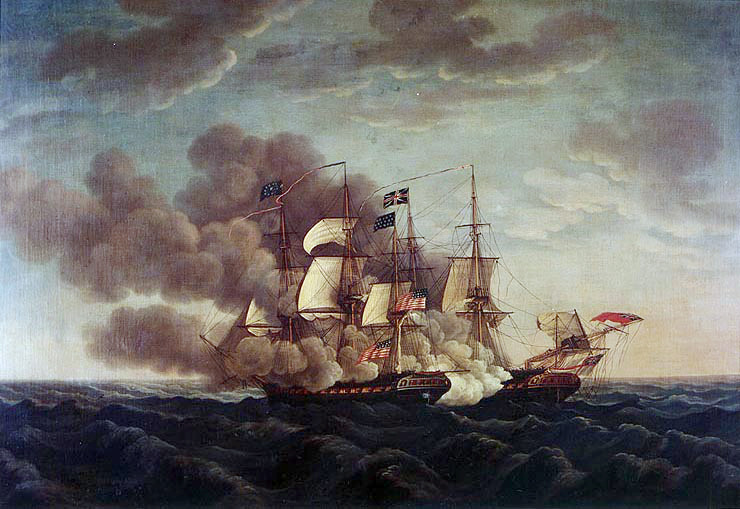
El luchando contra la HMS Guerriere en la guerra anglo-estadounidense de 1812.

En las primeras etapas de la independencia el establecimiento de una armada oficial era un punto de discusión entre los miembros del Congreso Continental. Sus partidarios argumentaban que la armada podría proteger las embarcaciones, preservar las costas y hacer más fácil la búsqueda de apoyo de otras naciones. Sus detractores decían que enfrentarse a la Marina Real británica, la mayor potencia naval de la época, era una insensatez.
Mientras el congreso discutía, recibió la noticia de que dos barcos británicos desarmados con recursos de Inglaterra iban hacia Quebec sin ser escoltados. Se desarrolló un plan para interceptar las embarcaciones, ya que los barcos armados no eran de la propiedad del congreso, sino de colonias independientes. Otra idea fue un plan para equipar dos barcos dirigidos directamente por el congreso para capturar el barco británico desarmado. Este plan no fue llevado a cabo hasta el 13 de octubre de 1775 cuando George Washington anunció que iba a mandar tres barcos bajo la autoridad Continental para interceptar el barco británico cerca de Massachusetts. Con este evento nace la armada de los Estados Unidos.

### Del restablecimiento a la guerra civil
Estados Unidos estuvo alrededor de una década sin una armada decente, situación que expuso a los barcos mercantes a los piratas berberiscos. En respuesta a estos ataques, el congreso ordenó la construcción de seis fragatas el 27 de mayo de 1794. Tres años después las primeras tres ya estaban en servicio: USS United States, USS Constellation y la USS Constitution
Siguiendo la no declarada Cuasi-Guerra con Francia, hubo otro enfrentamiento en la Guerra de 1812 donde se enfrentó a las fragatas británicas y, en más de una ocasión salió victorioso como en las batallas de Plattsburgh o la batalla del lago Erie. Sin embargo, Estados Unidos no fue lo suficientemente poderoso como para impedir que los británicos bloquearan puertos y desembarcaran tropas. Después de esta guerra, Estados Unidos se concentró en proteger los barcos estadounidenses activos, mandar escuadrones al Caribe, Mar Mediterráneo, Sudamérica, África y al Pacífico. En 1846, durante la Intervención estadounidense en México la armada intervino a través de bloqueos marítimos, tomando posesión de California, y participando en el asedio de Veracruz.
La Armada de los Estados Unidos empezó desempeñar un papel importante en la política externa por las acciones del comodoro Matthew Perry en Japón, que resultaron en el Tratado de Kanagawa en 1854.
El poder naval tuvo gran importancia durante la guerra de Secesión, cuando los Estados de la Unión se enfrentaron a los Estados Confederados de América en los mares. El bloqueo naval de los Estados Unidos perjudicó a los sureños en el conflicto. El gobierno de la Unión y los rebeldes separatistas fueron las primeros en poner en combate a los acorazados. La batalla de Hampton Roads, en la que se enfrentaron el USS Monitor y el CSS Virginia, fue el primer enfrentamiento entre dos acorazados de vapor. Aun así, después de la guerra la Armada quedó obsoleta.

### SigloXX
Un programa de modernización que comenzó en los años 80 del siglo XIX llevó a Estados Unidos a ser una de las primeras potencias navales con una flota basada en barcos con cascos de acero. Esta flota consiguió una fácil victoria sobre la española en la guerra hispano-estadounidense de 1898. La construcción rápida de pre-dreadnoughts y luego dreadnoughts en los años siguientes puso a la Armada norteamericana al nivel de las poderosas armadas británicas y alemanas. En 1907 varios barcos formaron la llamada Gran Flota Blanca, que dio la vuelta al mundo en 14 meses. Ordenada por el presidente Theodore Roosevelt, fue una misión para demostrar la superioridad de la armada estadounidense.
La armada (la 4.ª del mundo en 1914 por tonelaje) solo participó en una pequeña acción durante la Primera Guerra Mundial. Creció enormemente hasta los años anteriores a la Segunda Guerra Mundial, siendo en 1939 la 2.ª flota por tonelaje y grandes buques, solo superada por la Royal Navy. Japón intentó sin éxito eliminar esta amenaza estratégica con un ataque a Pearl Harbor.

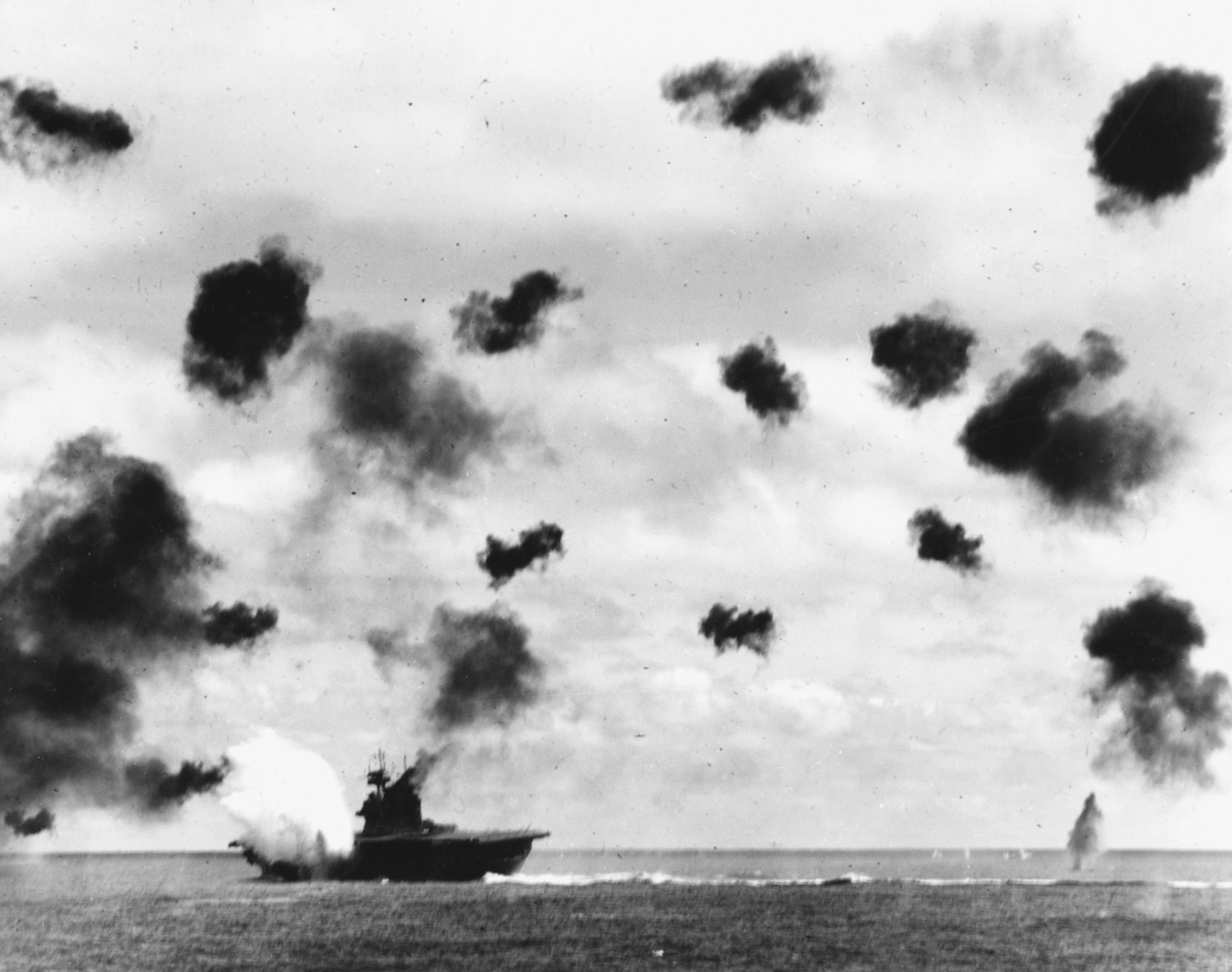
El siendo atacado durante la batalla de Midway, durante la Segunda Guerra Mundial.

Con esto Estados Unidos entró totalmente en la guerra junto a los aliados. La armada creció enormemente al operar en dos océanos, aunque tuvo más acción por la parte del Pacífico, donde fue de gran ayuda a los aliados en la campaña de Island Hoping. La armada se enfrentó en varias batallas significativas, entre ellas: la batalla del Mar del Coral, la batalla de Midway, la batalla del Mar de Filipinas, la batalla del Golfo de Leyte y la batalla de Okinawa. Al final de la guerra, Estados Unidos había incorporado cientos de barcos, incluyendo más de 60 portaaviones de combate y de escolta y 10 acorazados, siendo ya la 1.ª flota del mundo de modo indiscutido.
En la década de 1980, la Marina y la Armada pasó por un momento crítico, debido a la guerra de Vietnam, ya que la población perdió la confianza que le tenía antes de participar en aquel conflicto. Pero todo cambió en el año de 1986. Tras el estreno la película Top Gun protagonizada por Tom Cruise, se reportó que los índices de reclutamiento aumentaron en un 500%. Al mismo tiempo, la confianza de la población en Las Fuerzas Armadas mejoró notablemente.
Durante el conflicto con la Unión Soviética en la Guerra Fría, la armada siguió avanzando tecnológicamente al desarrollar nuevos sistemas de armamento, barcos y aviones. La estrategia naval de los Estados Unidos cambió y se centró en un despliegue de apoyo a los aliados de los Estados Unidos sobre todo con grupos de batalla. La armada tuvo gran importancia durante la guerra de Vietnam y durante el bloqueo a Cuba en la Crisis de los misiles de Cuba. Los submarinos con misiles balísticos fueron importantes en la política de destrucción mutua asegurada.

### SigloXXI
La Armada sigue representando el mayor apoyo a los intereses estadounidenses del siglo XXI. Desde el fin de la Guerra Fría, cambió la atención de una gran guerra con la Unión Soviética a pequeñas operaciones en regiones conflictivas. La Armada ha participado en la Guerra en Afganistán de 2001, en la guerra de Irak desde 2003, y en la Guerra contra el terrorismo. Actualmente sigue la investigación para el desarrollo de nuevas armas y barcos.

## Organización
La armada se encuentra bajo la administración del Departamento de Defensa, bajo el liderazgo civil de la Secretaría de Armada. El máximo rango es el de Jefe Naval de Operaciones, un almirante que depende de la Secretaría de Armada. Al mismo tiempo, el Jefe Naval de Operaciones es parte del estado mayor conjunto que es el segundo cuerpo más importante de fuerzas armadas después del Consejo de Seguridad Nacional de Estados Unidos.

### Fuerzas operacionales
Son nueve las fuerzas operacionales de la Armada: El Comando de Fuerzas de la Flota, la Flota del Pacífico, el Comando Central de Fuerzas Navales, las Fuerzas Navales de Europa, la Red Naval del Comando de Guerra, la Reserva Naval de la Armada, el Comando de Sistemas Navales del Mar, el Comando Especial de Guerra Naval, el Operador de Pruebas y Evaluación, el Comando Militar de Transporte Marino y las Fuerzas de Aviación Naval de la Armada.

## Personal
La Armada de los Estados Unidos cuenta con casi medio millón de efectivos, de los que aproximadamente un cuarto está en la reserva. En el servicio militar, más del ochenta por ciento de los marineros son reclutas mientras que los oficiales suponen alrededor del quince por ciento; el resto son cadetes de la Escuela Naval y las unidades de NROTC (situadas en más de 180 universidades de todo el país).
Los marineros demuestran que dominan las habilidades propias de su oficio y que están preparados para asumir sus responsabilidades completando los Estándares del Requisito del Personal (ERP) que incluyen exámenes. Entre estos, el más importante es "requisito de la guerra", que denota el nivel alcanzado en Guerra de Aviación, Guerra Especial, Guerra de Superficie, o Guerra Submarina. Muchos de estos requisitos tienen su propia insignia o emblema que se incluye en el uniforme de marinero.

### Oficiales comisionados
Los oficiales de la Armada tienen varios grados, del O-1 a O-10; del O-1 al O-4 se consideran oficiales júnior, los oficiales O-5 y O-6 senior y los oficiales de la escala O-7 a O-10 se consideran oficiales de bandera o «almirantazgo». La promoción hasta O-8 se basa en el desempeño del escalafón de oficial, que queda registrado en el «fitreps» (reporte de estado) escrito por el propio oficial y ratificado por un superior. La promoción a vicealmirante (O-9) o almirante (O-10) está sujeta a la confirmación del Senado de los Estados Unidos.
Por encima del grado de almirante existe el de almirante de la Flota (O-11), concedido a unos pocos militares durante la Segunda Guerra Mundial, y que se utiliza sólo cuando el país se encuentra en estado de guerra declarada. En 1899 se creó un grado especial llamado almirante de la Armada para George Dewey, héroe de la guerra hispano-estadounidense, con la condición de que dejara de existir a su muerte.
Los oficiales comisionados se forman en la Academia Naval de Estados Unidos, el Cuerpo de Entrenamiento de Oficiales de la Armada en la Reserva (NROTC, en sus siglas en inglés) o en la Escuela de Candidatos a Oficial (OCS), entre otros programas de formación.
Los oficiales pueden ser divididos generalmente en Line Officers (oficiales operativos) y Staff Corps (oficiales de Apoyo o de Servicios). Los oficiales operativos aún pueden dividirse en "sin restricciones" y "restringidos". Los primeros son el elemento primordial de la oficialía en combate: capitanean los barcos, escuadrones de aviación, y las unidades de operaciones especiales. Los segundos se concentran en actividades fuera del combate, como la ingeniería o el mantenimiento; no están calificados para llevar el mando en unidades de combate. Los oficiales de Staff son especialistas en campos que no son estrictamente militares, como la medicina, el derecho o la ingeniería civil.
|  |  |  |  |  |

| Captain Capitán de navío | Commander Capitán de fragata | Lieutenant Commander Capitán de corbeta | Lieutenant Teniente de navío | Lieutenant (junior grade) Teniente de fragata | Ensign Alférez de fragata |
| O-6                      | O-5                          | O-4                                     | O-3                          | O-2                                           | O-1                       |
| ------------------------ | ---------------------------- | --------------------------------------- | ---------------------------- | --------------------------------------------- | ------------------------- |
|                          |                              |                                         |                              |                                               |                           |

### Oficiales técnicos
Los Oficiales Técnicos (Chief Warrant Officers) tienen una escala salarial de CWO2 a CWO5. Al nivel CWO5 pertenecen oficiales cuyo papel es proporcionar su liderazgo y habilidades para las operaciones más difíciles y exigentes en una especialidad técnica particular. Así, ocupan un nicho no siempre cubierto por los oficiales de mando, que tienden a tener un campo más amplio.
| Chief Warrant Officer Five Oficial Técnico Jefe 5 | Chief Warrant Officer Four Oficial Técnico Jefe 4 | Chief Warrant Officer Three Oficial Técnico Jefe 3 | Chief Warrant Officer Two Oficial Técnico Jefe 2 | Warrant Officer One Oficial Técnico Jefe 1 |
| W-5                                               | W-4                                               | W-3                                                | W-2                                              | W-1                                        |
| ------------------------------------------------- | ------------------------------------------------- | -------------------------------------------------- | ------------------------------------------------ | ------------------------------------------ |
|                                                   |                                                   |                                                    |                                                  |                                            |

### Suboficiales y marineros de la Armada
| Master Chief Petty Officer of the Navy Contramaestre Jefe maestro de la Armada | Fleet/Force Master Chief Petty Officer Contramaestre Jefe maestro de la Flota/Fuerza | Command Master Chief Petty Officer Contramaestre Jefe maestro de comando | Master Chief Petty Officer Contramaestre Jefe Maestro | Command Senior Chief Petty Officer Contramaestre Jefe Mayor de comando | Senior Chief Petty Officer Contramaestre Jefe Mayor | Chief Petty Officer Contramaestre Jefe |
| E-9                                                                            | E-9                                                                                  | E-9                                                                      | E-9                                                   | E-8                                                                    | E-8                                                 | E-7                                    |
| ------------------------------------------------------------------------------ | ------------------------------------------------------------------------------------ | ------------------------------------------------------------------------ | ----------------------------------------------------- | ---------------------------------------------------------------------- | --------------------------------------------------- | -------------------------------------- |
|                                                                                |                                                                                      |                                                                          |                                                       |                                                                        |                                                     |                                        |

| Petty Officer First Class Contramaestre de primera clase | Petty Officer Second Class Contramaestre de segunda clase | Petty Officer Third Class Contramaestre de tercera clase | Seaman Marinero | Seaman Apprentice Marinero aprendiz | Seaman Recruit Marinero recluta |
| E-6                                                      | E-5                                                       | E-4                                                      | E-3             | E-2                                 | E-1                             |
| -------------------------------------------------------- | --------------------------------------------------------- | -------------------------------------------------------- | --------------- | ----------------------------------- | ------------------------------- |
|                                                          |                                                           |                                                          |                 |                                     | No tiene insignia desde 1996    |

## Equipamiento
A partir de 2020, la Armada opera 490 buques, 3900 aviones, 50 000 vehículos no combatientes y posee 75 200 edificios en 3 300 000 acres.

### Buques
Los nombres de los buques en servicio activo de la Armada de los Estados Unidos están precedidos por las letras "USS", la designación de "United States Ship". Las embarcaciones no comisionadas tripuladas por civiles de la Armada, tienen nombres que comienzan con "USNS", designación para "United States Naval Ship". Los nombres son seleccionados oficialmente por el secretario de la Armada, a menudo en honor a personas o lugares importantes. Además, a cada buque se le da un símbolo basado en la clasificación de casco (por ejemplo, CVN o DDG) para indicar el tipo de embarcación y el número. Todos los buques en el inventario de la Armada son colocados en el registro naval (Naval Vessel Register), que es parte del "Navy List" (exigido por el artículo 29 de la Convención de las Naciones Unidas sobre el Derecho del Mar). Este registro rastrea los datos, tales como el estado actual de un buque, la fecha de su puesta en servicio, así como la fecha de su baja definitiva. La Armada también mantiene una flota de reserva de buques inactivos que son mantenidos para su reactivación en tiempos de necesidad.
La Armada de Estados Unidos fue la primera en instalar reactores nucleares a bordo de los buques de guerra; hoy en día, todos los portaaviones y submarinos estadounidenses activos utilizan propulsión nuclear. En el caso de los portaaviones de la clase Nimitz, dos reactores dan el barco autonomía casi ilimitada y proporcionan suficiente energía eléctrica como para abastecer a una ciudad de 100 000 personas. La Armada previamente operó cruceros y destructores de propulsión nuclear, pero todos han sido dados de baja.
La Armada ha señalado la necesidad de 313 buques de combate, pero en los planes actuales sólo será capaz de permitirse de 232 a 243.

#### Portaaviones

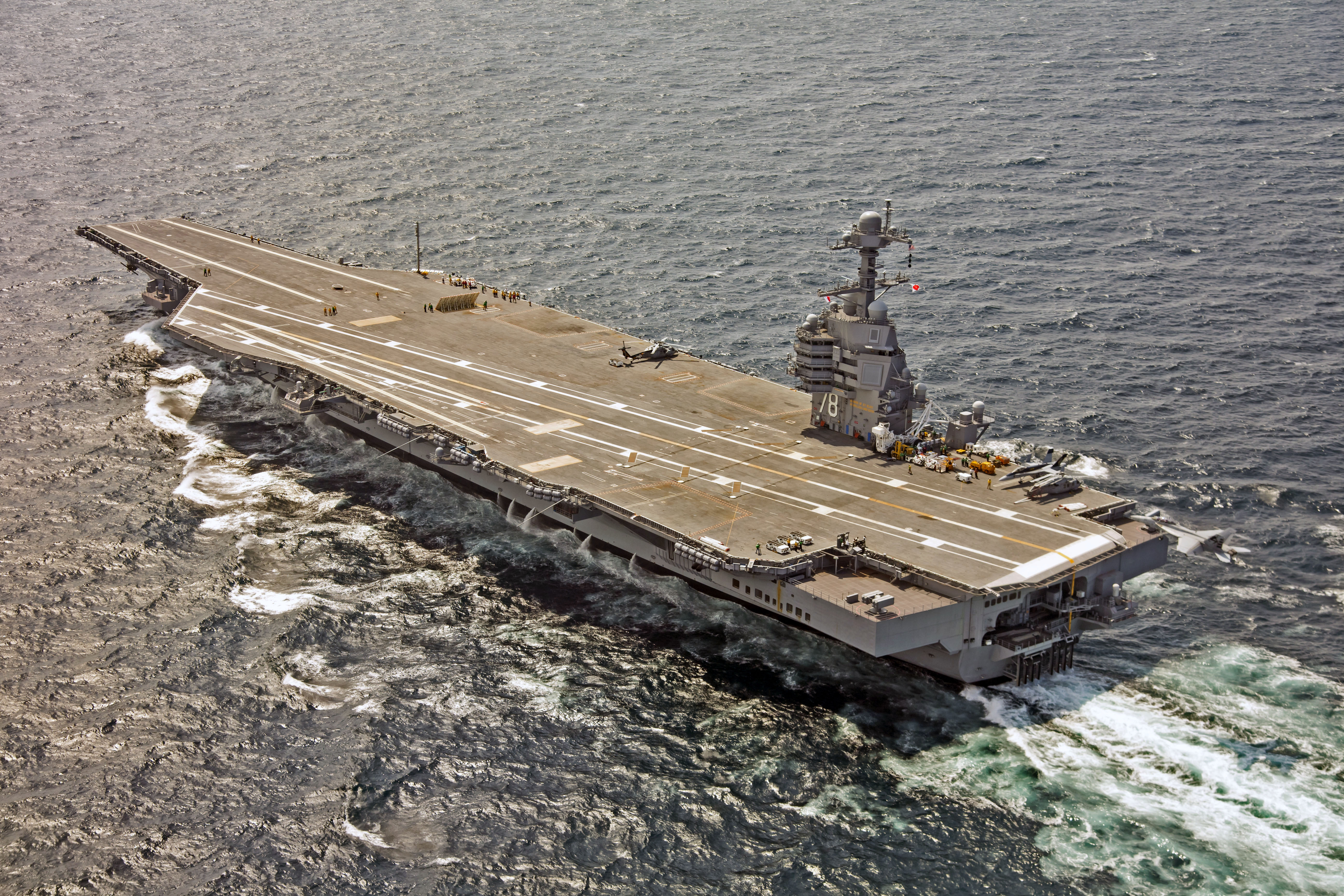
, cabeza de serie de la clase Gerald R. Ford, la más moderna.

La Armada ha establecido un requerimiento mínimo para 11 superportaaviones, se redujo a 10 tras la desactivación del Enterprise en 2013, en 2017 entró en servicio el USS Gerald R. Ford (CVN-78) cumpliendo con el requerimiento mínimo de 11 portaaviones de la Armada.
Un superportaaviones se despliega normalmente junto con una serie de buques adicionales, formando un grupo de ataque de portaaviones. Los navíos de apoyo, que suelen incluir tres o cuatro cruceros y destructores equipados con el sistema de combate Aegis, una fragata y dos submarinos de ataque, tienen la tarea de proteger al portaaviones de ataques aéreos, de misiles, de mar y amenazas submarinas, así como proporcionar capacidades de ataque adicionales propias. 
- Clase Nimitz | Propulsión Nuclear
- Clase Gerald R. Ford | Propulsión Nuclear

#### Buques de guerra anfibios

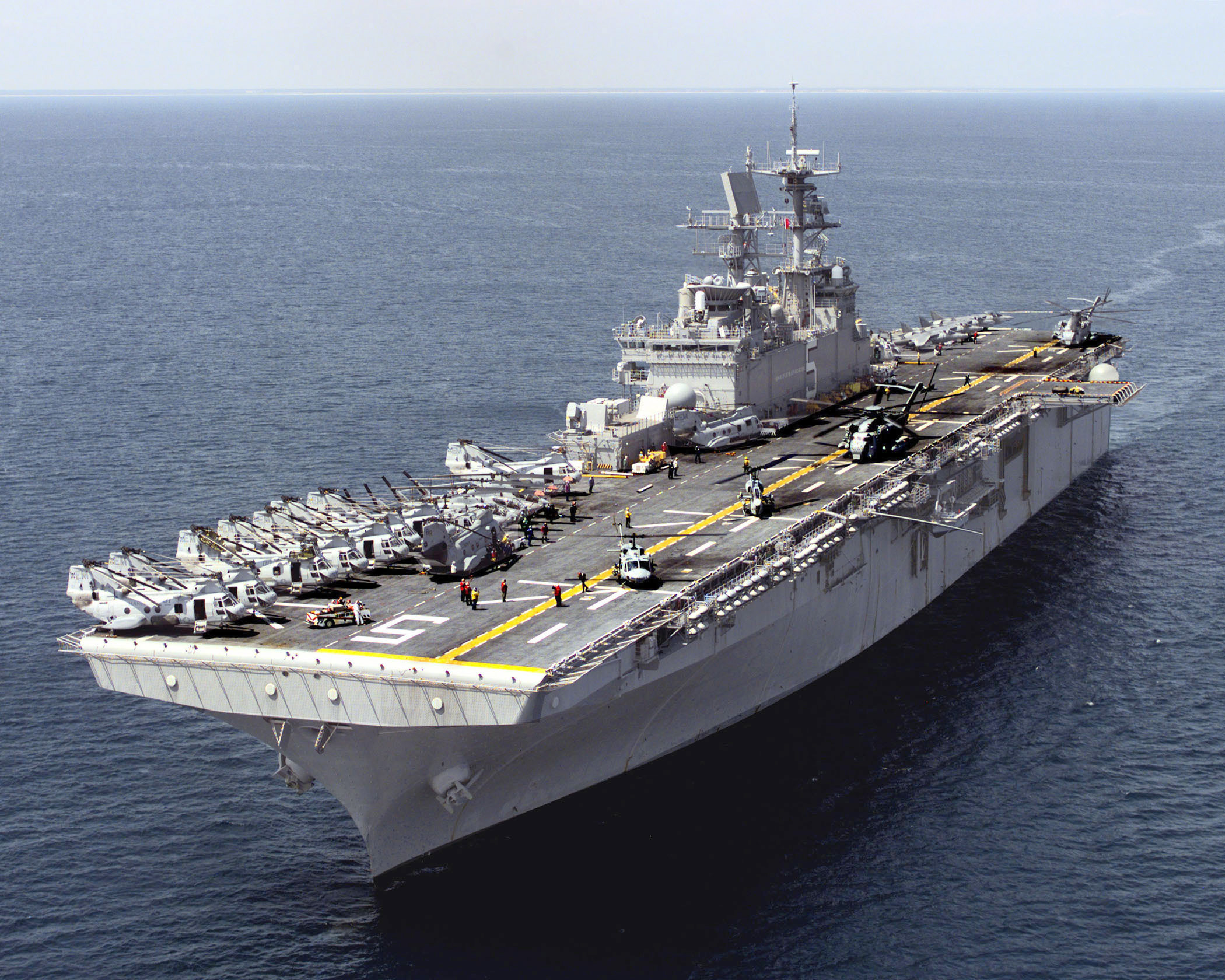
, un buque de asalto anfibio clase Wasp

Los buques de asalto anfibio son las piezas centrales de la guerra anfibia estadounidense y realizan el mismo rol de proyección de poder que los portaaviones, excepto que su fuerza de ataque incluye fuerzas terrestres en lugar de aeronaves. Ofrecen, comando, coordinación y todos los elementos de apoyo a una unidad anfibia de 2200 marines en un asalto anfibio, utilizando tanto vehículos aéreos como anfibios. Asemejándose a pequeños portaaviones, los buques de asalto anfibio tienen capacidad de V/STOL, STOVL, VTOL, convertiplanos y operaciones de aeronaves de ala giratoria. También contienen un dique inundable para apoyar el uso de lanchas de desembarco aerodeslizantes (LCAC) y otras embarcaciones de asalto anfibio. Los buques de asalto anfibio son generalmente nombrados en honor a batallas de la Segunda Guerra Mundial.
- Portaaviones ligero
  - Clase Wasp (LHD)
  - Clase America (LHA)
- 'LPD'
  - Clase San Antonio

#### Cruceros lanzamisiles

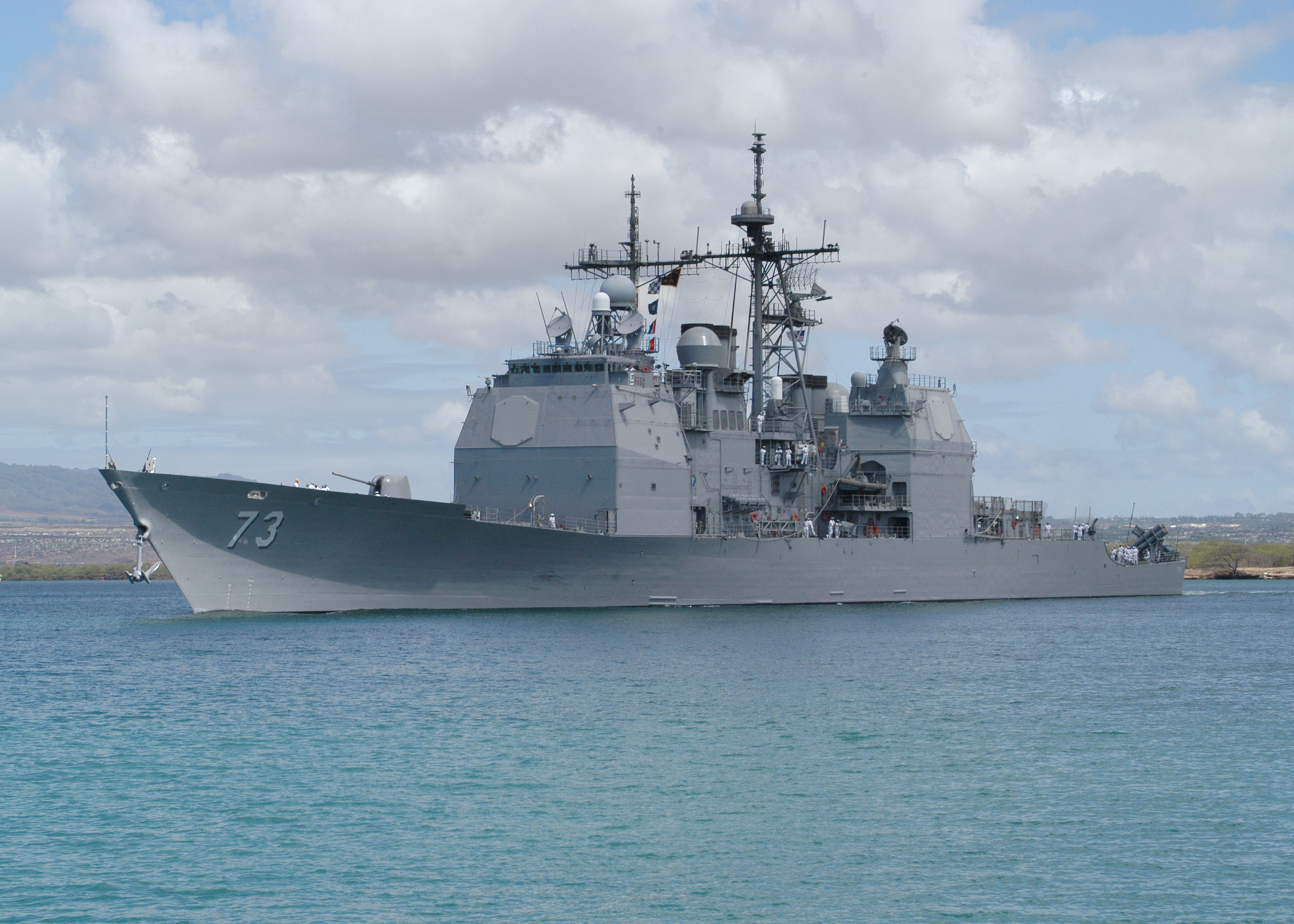
, un crucero clase Ticonderoga

Los cruceros son grandes buques que llevan a cabo guerra antiaérea/antimisil, guerra de superficie y guerra antisubmarina, en operaciones de ataque de forma independiente o como miembros de una fuerza operacional más grande. Los modernos cruceros con misiles guiados se desarrollaron por la necesidad de contrarrestar la amenaza de misiles antibuque. Esto llevó al desarrollo del radar AN/SPY-1 y el misil RIM-67 Standard y la coordinación de ambos con el sistema de combate Aegis. Los cruceros clase Ticonderoga se convirtieron en los primeros en ser equipados con Aegis y fueron puestos en uso principalmente como defensa antiaérea y antimisil en un rol de fuerza de protección de batalla. Posteriormente, el desarrollo de los sistemas de lanzamiento vertical y el misil Tomahawk dieron a los cruceros largo alcance adicional a tierra y capacidad de ataque marítimo, que los hace capaces de operaciones de combate ofensivas y defensivas. Todos los cruceros desde CG-47 han sido nombrados en honor de batallas famosas con el USS Thomas S. Gates (CG-51) como única excepción. Anteriormente, los cruceros llevaban nombres de ciudades (hasta CG-12), figuras importantes de la Armada (CG-15 CG-35), o estados (CGN-36 a CGN-41).
- Clase Ticonderoga

#### Destructores
Los destructores son buques de tamaño mediano, multimisión, con capacidad de desempeño sostenido en operaciones antiaéreas, antisubmarinas, antibuque y de ataque ofensivo. Al igual que los cruceros, los destructores de misiles guiados se centran principalmente en ataques de superficie utilizando misiles Tomahawk, y de defensa de la flota a través del sistema Aegis y misiles Standard. Los destructores, además, se especializan en la guerra antisubmarina y están equipadas con cohetes VLA y helicópteros LAMPS Mk III Sea Hawk para hacer frente a las amenazas submarinas. Cuando se despliega junto a un grupo de ataque de portaaviones o grupo de ataque expedicionario, los destructores y cruceros equipados con Aegis están encargados principalmente de la defensa de la flota al tiempo que proporcionan capacidades de ataque secundario. Los destructores han sido nombrados en honor de personal de la Armada y héroes importantes desde el USS Bainbridge (DD-1). 

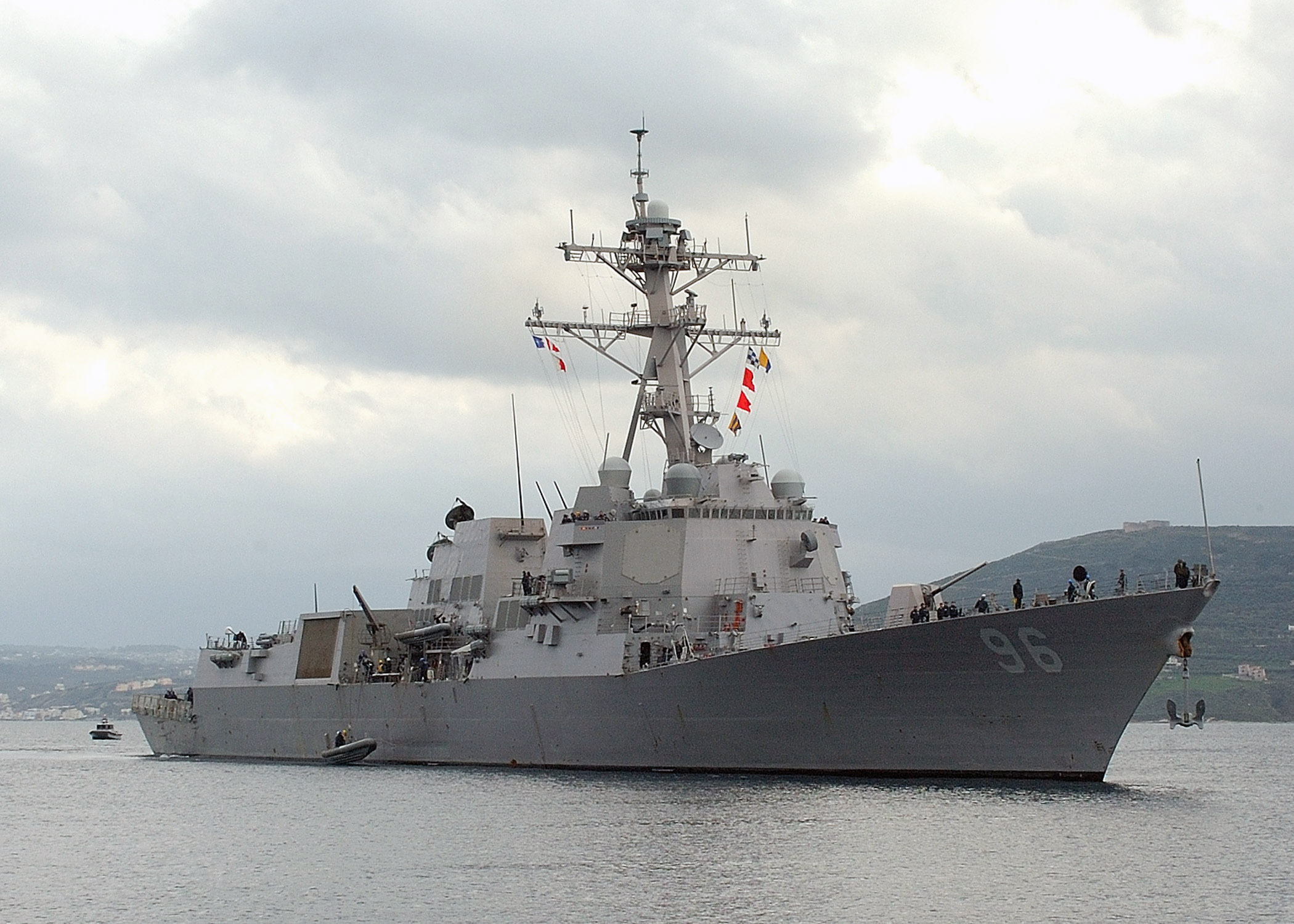
, un destructor de misiles guiados clase Arleigh Burke

- Clase Arleigh Burke
- Clase Zumwalt

#### Fragatas
Las fragatas modernas estadounidenses realizan principalmente guerra antisubmarina para grupos de ataque de portaaviones y grupos expedicionarios anfibios y proporcionan escolta armada para los convoyes de suministro y la marina mercante. Están diseñadas para proteger a las naves amigas contra submarinos hostiles de bajos a medianos entornos de amenaza, con torpedos y helicópteros LAMPS. Independientemente, las fragatas son capaces de llevar a cabo misiones antidrogas y otras operaciones de interceptación marítima. La Armada espera retirar y reemplazar la actual clase de fragatas para el año 2020 cuando los buques de combate litoral sean introducidos. Al igual que en el caso de los destructores, las fragatas tienen nombres de héroes navales.
- Clase Oliver Hazard Perry

Además, el USS Constitution, botada en 1797, una de las primeras seis fragatas de la Armada de Estados Unidos, sigue en servicio en el Charlestown Navy Yard de Boston. Se desempeña como tributo al patrimonio de la Armada, y ocasionalmente navega durante actos conmemorativos como el Día de la Independencia y varias victorias durante la guerra de 1812. El Constitution es actualmente el buque de guerra más antiguo a flote.

### Buques de combate litoral
Los buques de combate litoral están divididos entre dos diseños y se esperan alrededor de 40 buques cuando el programa esté completado.
- Clase Freedom
- Clase Independence

#### Submarinos

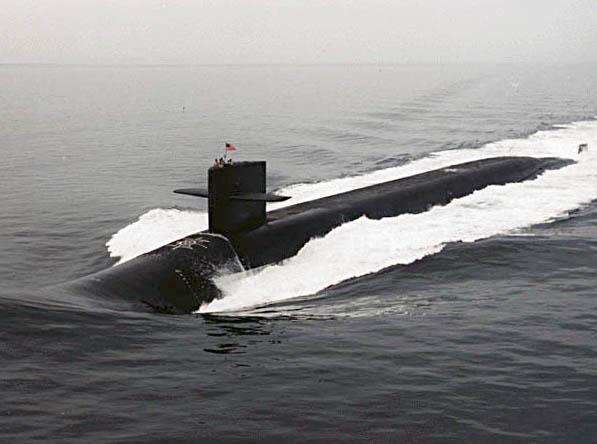
, un submarino de misiles balísticos clase Ohio

Las misiones principales de los submarinos de la Armada son la vigilancia e inteligencia, operaciones especiales, ataques de precisión, operaciones de agrupación táctica, y el control de los mares. La Armada de Estados Unidos opera tres tipos: submarinos balísticos, submarinos de misiles guiados, y submarinos de ataque. Los submarinos de misiles balísticos tienen una sola misión: llevar y lanzar el misil nuclear Trident. Cuatro submarinos de misiles balísticos clase Ohio fueron convertidos a submarinos de misiles guiados, que tienen la misión principal de atacar objetivos en tierra. Los submarinos de ataque tienen varias misiones tácticas, incluyendo el hundimiento de buques y otros submarinos, el lanzamiento de misiles de crucero, la recopilación de inteligencia, y la asistencia en operaciones especiales.
- Clase Ohio | Submarinos de Misiles Balísticos-Propulsión Nuclear
- Clase Los Angeles | Submarinos de Ataque-Propulsión Nuclear
- Clase Seawolf | Submarinos de Ataque-Propulsión Nuclear
- Clase Virginia | Submarinos de Ataque-Propulsión Nuclear

### Aeronaves

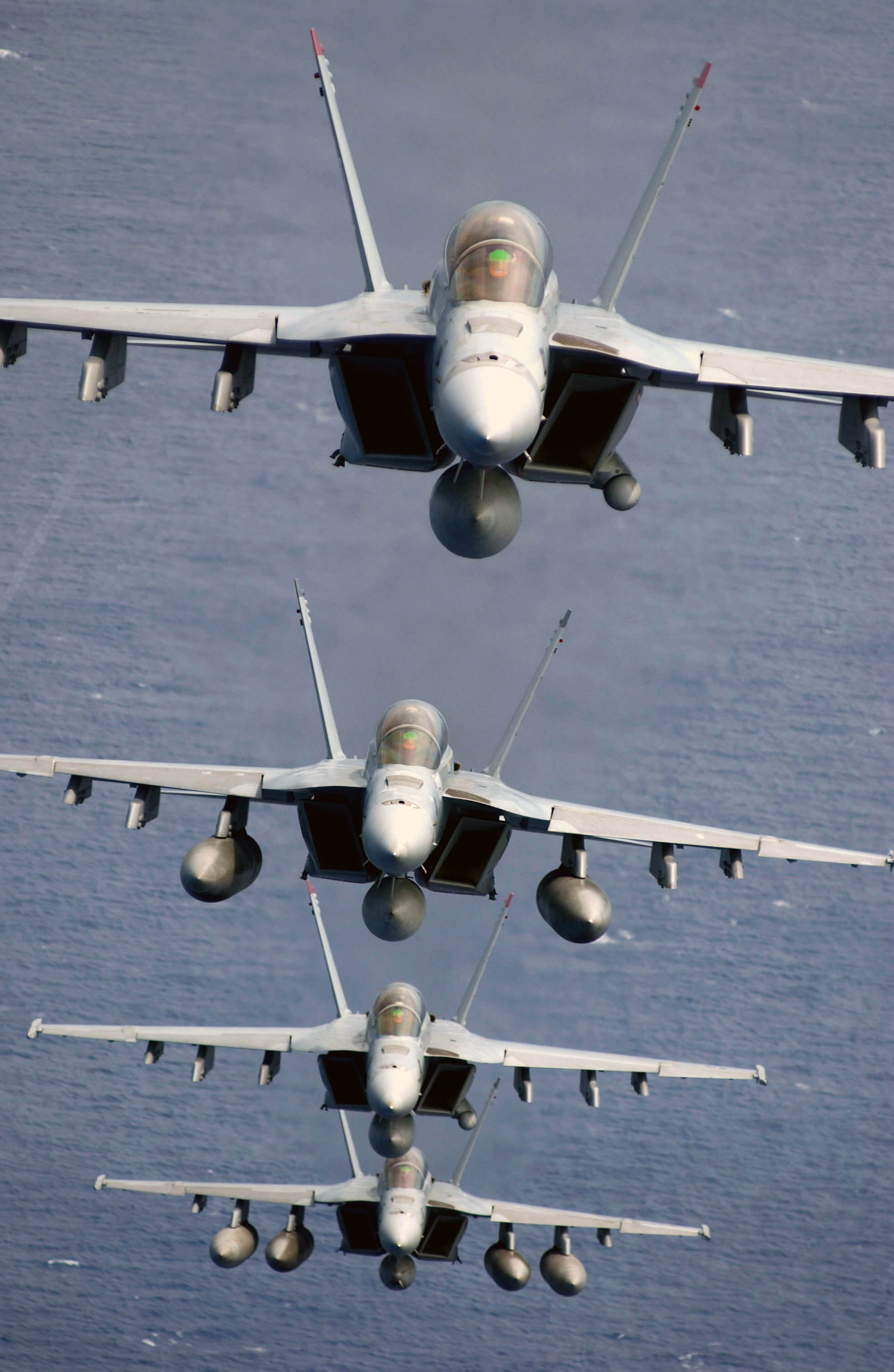
Cuatro F/A-18F Super Hornet de la Armada.

Los aviones embarcados son capaces de atacar por aire, mar y objetivos terrestres lejos de un grupo de ataque de portaaviones, al tiempo que protegen las fuerzas aliadas de aviones, buques y submarinos enemigos. En tiempos de paz, la capacidad de las aeronaves para proyectar la amenaza de un ataque sostenido desde una plataforma móvil en el mar da a los líderes de Estados Unidos importantes opciones diplomáticas y de gestión de crisis. Las aeronaves adicionalmente proporcionan apoyo logístico para mantener la disposición de la Armada, a través de helicópteros y plataformas de suministro con las que se llevan a cabo operaciones especiales, búsqueda y rescate, guerra antisubmarina (ASW), y guerra antisuperficie (ASuW).
La US Navy comenzó a investigar el uso de aeronaves en el mar en la década de 1910, el teniente Theodore G. “Spuds” Ellyson se convirtió en el primer aviador naval el 28 de enero de 1911, y en 1922 se puso en servicio el primer portaaviones, el USS Langley. Estados Unidos entró plenamente a la aviación naval en la época de la Segunda Guerra Mundial, cuando se hizo evidente tras el ataque a Pearl Harbor, la batalla del Mar de Coral, y la batalla de Midway que los portaaviones y los aviones que llevaban habían reemplazado al acorazado como el arma más poderosa en el mar. Los aviones de la Armada en la Segunda Guerra Mundial, incluyó al Grumman F4F Wildcat, el Grumman F6F Hellcat, el Vought F4U Corsair, el Douglas SBD Dauntless, el North American T-6 Texan y el Grumman TBF Avenger. El avión naval también jugó un papel importante en los conflictos durante los siguientes años de la Guerra Fría, el F-4 Phantom II y el F-14 Tomcat se convirtieron en iconos militares de la época. Los principales aviones caza y de ataque actuales de la Armada son el multi-misión F/A-18C/D Hornet y su sucesor, el F/A-18E/F Super Hornet. El F-35 Lightning II está actualmente en fase de desarrollo y está previsto para reemplazar las versiones C y D de los Hornet.

## Estado actual de la Marina de los EE.UU
- Portaaviones: 11
  - Clase Nimitz: 10
    - USS Nimitz (CVN-68)
    - USS Dwight D. Eisenhower (CVN-69)
    - USS Carl Vinson (CVN-70)
    - USS Theodore Roosevelt (CVN-71)
    - USS Abraham Lincoln (CVN-72)
    - USS George Washington (CVN-73)
    - USS John C. Stennis (CVN-74)
    - USS Harry S. Truman (CVN-75)
    - USS Ronald Reagan (CVN-76)
    - USS George H. W. Bush (CVN-77)

  - Clase Gerald R. Ford: 1
    - USS Gerald R. Ford (CVN-78)

- Buque de asalto anfibio: 22
  - Clase Wasp: 7
    - USS Wasp (LHD-1)
    - USS Essex (LHD-2)
    - USS Kearsarge (LHD-3)
    - USS Boxer (LHD-4)
    - USS Bataan (LHD-5)
    - USS Iwo Jima (LHD-7)
    - USS Makin Island (LHD-8)

  - Clase America: 2
    - USS America (LHA-6)
    - USS Tripoli (LHA-7)

  - Clase San Antonio: 13
    - USS San Antonio (LPD-17)
    - USS New Orleans (LPD-18)
    - USS Mesa Verde (LPD-19)
    - USS Green Bay (LPD-20)
    - USS New York (LPD-21)
    - USS San Diego (LPD-22)
    - USS Anchorage (LPD-23)
    - USS Arlington (LPD-24)
    - USS Somerset (LPD-25)
    - USS John P. Murtha (LPD-26)
    - USS Portland (LPD-27)
    - USS Fort Lauderdale (LPD-28)
    - USS Richard M. McCool Jr. (LPD-29)

- Crucero: 10
  - Clase Ticonderoga: 10
    - USS Philippine Sea (CG-58)
    - USS Princeton (CG-59)
    - USS Normandy (CG-60)
    - USS Chancellorsville (CG-62)
    - USS Cowpens (CG-63)
    - USS Gettysburg (CG-64)
    - USS Chosin (CG-65)
    - USS Shiloh (CG-67)
    - USS Lake Erie (CG-70)
    - USS Cape St. George (CG-71)

- Destructor: 77
  - Clase Arleigh Burke: 75
    - USS Arleigh Burke (DDG-51)
    - USS Barry (DDG-52)
    - USS John Paul Jones (DDG-53)
    - USS Curtis Wilbur (DDG-54)
    - USS Stout (DDG-55)
    - USS John S. McCain (DDG-56)
    - USS Mitscher (DDG-57)
    - USS Laboon (DDG-58)
    - USS Russell (DDG-59)
    - USS Paul Hamilton (DDG-60)
    - USS Ramage (DDG-61)
    - USS Fitzgerald (DDG-62)
    - USS Stethem (DDG-63)
    - USS Carney (DDG-64)
    - USS Benfold (DDG-65)
    - USS Gonzalez (DDG-66)
    - USS Cole (DDG-67)
    - USS The Sullivans (DDG-68)
    - USS Milius (DDG-69)
    - USS Hopper (DDG-70)
    - USS Ross (DDG-71)
    - USS Mahan (DDG-72)
    - USS Decatur (DDG-73)
    - USS McFaul (DDG-74)
    - USS Donald Cook (DDG-75)
    - USS Higgins (DDG-76)
    - USS O'Kane (DDG-77)
    - USS Porter (DDG-78)
    - USS Oscar Austin (DDG-79)
    - USS Roosevelt (DDG-80)
    - USS Winston S. Churchill (DDG-81)
    - USS Lassen (DDG-82)
    - USS Howard (DDG-83)
    - USS Bulkeley (DDG-84)
    - USS McCampbell (DDG-85)
    - USS Shoup (DDG-86)
    - USS Mason (DDG-87)
    - USS Preble (DDG-88)
    - USS Mustin (DDG-89)
    - USS Chafee (DDG-90)
    - USS Pinckney (DDG-91)
    - USS Momsen (DDG-92)
    - USS Chung-Hoon (DDG-93)
    - USS Nitze (DDG-94)
    - USS James E. Williams (DDG-95)
    - USS Bainbridge (DDG-96)
    - USS Halsey (DDG-97)
    - USS Forrest Sherman (DDG-98)
    - USS Farragut (DDG-99)
    - USS Kidd (DDG-100)
    - USS Gridley (DDG-101)
    - USS Sampson (DDG-102)
    - USS Truxtun (DDG-103)
    - USS Sterett (DDG-104)
    - USS Dewey (DDG-105)
    - USS Stockdale (DDG-106)
    - USS Gravely (DDG-107)
    - USS Wayne E. Meyer (DDG-108)
    - USS Jason Dunham (DDG-109)
    - USS William P. Lawrence (DDG-110)
    - USS Spruance (DDG-111)
    - USS Michael Murphy (DDG-112)
    - USS John Finn (DDG-113)
    - USS Ralph Johnson (DDG-114)
    - USS Rafael Peralta (DDG-115)
    - USS Thomas Hudner (DDG-116)
    - USS Paul Ignatius (DDG-117)
    - USS Daniel Inouye (DDG-118)
    - USS Delbert D. Black (DDG-119)
    - USS Carl M. Levin (DDG-120)
    - USS Frank E. Petersen Jr. (DDG-121)
    - USS John Basilone (DDG-122)
    - USS Lenah Sutcliffe Higbee (DDG-123)
    - USS Harvey C. Barnum Jr. (DDG-124)
    - USS Jack H. Lucas (DDG-125)

  - Clase Zumwalt: 2
    - USS Zumwalt (DDG-1000)
    - USS Michael Monsoor (DDG-1001)

- Buque de combate litoral: 26
  - Clase Independence: 16
    - USS Jackson (LCS-6)
    - USS Montgomery (LCS-8)
    - USS Gabrielle Giffords (LCS-10)
    - USS Omaha (LCS-12)
    - USS Manchester (LCS-14)
    - USS Tulsa (LCS-16)
    - USS Charleston (LCS-18)
    - USS Cincinnati (LCS-20)
    - USS Kansas City (LCS-22)
    - USS Oakland (LCS-24)
    - USS Mobile (LCS-26)
    - USS Savannah (LCS-28)
    - USS Canberra (LCS-30)
    - USS Santa Barbara (LCS-32)
    - USS Augusta (LCS-34)
    - USS Kingsville (LCS-36)

  - Clase Freedom: 10
    - USS Fort Worth (LCS-3)
    - USS Milwaukee (LCS-5)
    - USS Detroit (LCS-7)
    - USS Little Rock (LCS-9)
    - USS Sioux City (LCS-11)
    - USS Wichita (LCS-13)
    - USS Billings (LCS-15)
    - USS Indianapolis (LCS-17)
    - USS St. Louis (LCS-19)
    - USS Minneapolis-Saint Paul (LCS-21)

- Submarino: 65
  - Clase Los Angeles: 20
    - USS Newport News (SSN-750)
    - USS Albany (SSN-753)
    - USS Scranton (SSN-756)
    - USS Alexandria (SSN-757)
    - USS Asheville (SSN-758)
    - USS Jefferson City (SSN-759)
    - USS Annapolis (SSN-760)
    - USS Springfield (SSN-761)
    - USS Columbus (SSN-762)
    - USS Santa Fe (SSN-763)
    - USS Boise (SSN-764)
    - USS Montpelier (SSN-765)
    - USS Charlotte (SSN-766)
    - USS Hampton (SSN-767)
    - USS Hartford (SSN-768)
    - USS Toledo (SSN-769)
    - USS Tucson (SSN-770)
    - USS Columbia (SSN-771)
    - USS Greeneville (SSN-772)
    - USS Cheyenne (SSN-773)

  - Clase Seawolf: 3
    - USS Seawolf (SSN-21)
    - USS Connecticut (SSN-22)
    - USS Jimmy Carter (SSN-23)

  - Clase Virginia: 24
    - USS Virginia (SSN-774)
    - USS Texas (SSN-775)
    - USS Hawaii (SSN-776)
    - USS North Carolina (SSN-777)
    - USS New Hampshire (SSN-778)
    - USS New Mexico (SSN-779)
    - USS Missouri (SSN-780)
    - USS California (SSN-781)
    - USS Mississippi (SSN-782)
    - USS Minnesota (SSN-783)
    - USS North Dakota (SSN-784)
    - USS John Warner (SSN-785)
    - USS Illinois (SSN-786)
    - USS Washington (SSN-787)
    - USS Colorado (SSN-788)
    - USS Indiana (SSN-789)
    - USS South Dakota (SSN-790)
    - USS Delaware (SSN-791)
    - USS Vermont (SSN-792)
    - USS Oregon (SSN-793)
    - USS Montana (SSN-794)
    - USS Hyman G. Rickover (SSN-795)
    - USS New Jersey (SSN-796)
    - USS Iowa (SSN-797)

  - Clase Ohio: 18
    - USS Ohio (SSGN-726)
    - USS Michigan (SSGN-727)
    - USS Florida (SSGN-728)
    - USS Georgia (SSGN-729)
    - USS Henry M. Jackson (SSBN-730)
    - USS Alabama (SSBN-731)
    - USS Alaska (SSBN-732)
    - USS Nevada (SSBN-733)
    - USS Tennessee (SSBN-734)
    - USS Pennsylvania (SSBN-735)
    - USS West Virginia (SSBN-736)
    - USS Kentucky (SSBN-737)
    - USS Maryland (SSBN-738)
    - USS Nebraska (SSBN-739)
    - USS Rhode Island (SSBN-740)
    - USS Maine (SSBN-741)
    - USS Wyoming (SSBN-742)
    - USS Louisiana (SSBN-743)

## Programas de desarrollo de futuros buques
- clase Constellation (FFG(X))
- CG(X)
- DDG(X)
- SSN(X)